# سیارک ۲۱۸۶۰
سیارک ۲۱۸۶۰ (به انگلیسی: 21860 Joannaguy، نامگذاری:1999TX180) بیست و یک هزار و هشتصد و شصتمین سیارک کشف شده‌است که در ۱۰ اکتبر ۱۹۹۹ کشف شد.
قدر مطلق سیارک برابر ۱۸.۶ است.